# Adam and Eva
Adam and Eva è un film muto del 1923 diretto da Robert G. Vignola. La sceneggiatura di Luther Reed si basa sulla pièce Adam and Eva in Polly with a Past and Adam and Eva Two Comedies di Guy Bolton e George Middleton, andata in scena a New York nel 1923.

## Trama
Incapace di frenare le stravaganze della figlia Eva o di tenere testa a tutti i suoi ammiratori, sfrontati cacciatori di dote, il milionario James King pianta tutto e, dopo avere affidato gli affari a uno dei suoi impiegati, Adam Smith, se ne parte per il Sudamerica. Adam, allora, per risolvere la pericolante situazione familiare dei King annuncia che James se n'è andato perché ormai era rovinato completamente. La cosa scuote Eva che abbandona i suoi comportamenti eccentrici e, messa la testa a posto, si impegna per uscire da quella difficile situazione spronando gli altri componenti della famiglia a darsi da fare: i King si trasferiscono in campagna dove si mettono a lavorare in una fattoria. Quando James torna, si arrabbia con Adam per la bella pensata che ha avuto ma, nel contempo, è contento di trovare così cambiata Eva: la ragazza ha imparato la lezione e, in più, si è innamorata del serio e capace Adam.

## Produzione
Le riprese del film, prodotto dalla Cosmopolitan Productions, durarono da inizio settembre a metà ottobre 1922.

## Distribuzione
Il copyright del film, richiesto da William Randolph Hearst, fu registrato il 31 gennaio 1923 con il numero LP18656. Distribuito dalla Paramount Pictures, il film uscì nelle sale cinematografiche degli Stati Uniti dopo essere stato presentato al Rivoli Theater di New York l'11 febbraio 1923.
In Danimarca, fu distribuito il 31 marzo 1924 con il titolo Luksuskvinden; nel Regno Unito, uscì il 28 agosto 1924.
Copia incompleta della pellicola (5 rulli sugli originali 8) si trova conservata negli archivi della Library of Congress di Washington.